# Louis Mottiat
Louis Mottiat (Châtelet, 6 luglio 1889 – Charleroi, 5 giugno 1972) è stato un ciclista su strada belga, professionista dal 1912 al 1926.
Soprannominato l'Uomo di ferro, fu uno dei ciclisti belgi dell'epoca eroica del ciclismo. Vinse otto tappe al Tour de France indossando anche in due occasioni la maglia gialla, simbolo del primato in classifica generale. Seppe conquistare molte corse in linea della sua epoca, fra cui due nella Liegi-Bastogne-Liegi, nel 1921 e nel 1922.

## Carriera
Passato professionista nel 1912 riuscì subito a mettere in mostra le sue qualità aggiudicandosi una tappa al Tour de France. L'anno seguente ottenne numerosi piazzamenti nelle classiche dell'epoca: secondo alla Milano-Sanremo, quarto alla Parigi-Roubaix, quinto alla Parigi-Tours. In queste occasioni fu spesso battuto in volata. Riuscì comunque ad aggiudicarsi la Bordeaux-Parigi, storica classica oggi estinta, che si snodava su un percorso superiore ai cinquecento chilometri e che era corsa dietro derny.
Nel 1914 fece sua un'altra classica, "la corsa delle due capitali", la Parigi-Bruxelles e centrò una delle sue poche affermazioni in una classifica generale di una corsa a tappe facendo suo il Giro del Belgio. Fu inoltre terzo ai Campionati belgi e alla Parigi-Roubaix.
Lo scoppio della prima guerra mondiale pose temporaneamente fine alla sua carriera. Solo dopo il 1919 poté ricominciare a gareggiare e, proprio nel dopoguerra, riuscì a raccogliere i risultati più significativi della sua carriera.
Nel 1920 fece nuovamente suo il Giro del Belgio e salì sul podio dei campionati nazionali, della Parigi-Bruxelles e della Bordeaux-Parigi. Al Tour de France si aggiudicò la prima tappa, questo gli permise di indossare per la prima volta la maglia gialla che tuttavia cedette nella frazione successiva a Philippe Thys il quale la porterà, vittoriosamente, fino a Parigi. In quella stagione corse anche il Critérium de la résistance, sul tracciato di Bordeaux-Parigi-Bordeaux, valido come prima edizione di quello che sarà il Critérium des As. Questa corsa di oltre mille chilometri effettuata sempre dietro derny lo vide vincere davanti ai francesi Edouard Leonard e Honoré Barthélémy.
Il 1921 fu probabilmente l'anno più ricco di risultati. Al Tour vinse nuovamente la prima tappa e indossò la maglia gialla per un solo giorno poiché, come gli era accaduto l'anno prima, la cedette nella seconda frazione a quello che sarebbe stato il vincitore finale della corsa, ancora un belga, Léon Scieur. Complessivamente quell'anno furono quattro le sue affermazioni nella "Grande Boucle" e, per la prima volta, riuscì anche a concludere la prova, chiudendo all'undicesimo posto in classifica generale. Fra gli altri risultati ottenuti, la vittoria della Paris-Brest-Paris, il quinto posto al Giro delle Fiandre, il terzo ai campionati nazionali e il secondo alla Parigi-Tours. La vera perla di quella stagione sarà però il successo alla Liegi-Bastogne-Liegi, riuscirà a ripetersi, nella Doyenne, anche l'anno dopo.
Nel 1923 non ottenne vittorie ma fu terzo alla Bordeaux-Parigi, che l'anno prima lo aveva visto secondo, e si piazzò nei primi dieci in sei tappe del Tour de France.
Nel 1924 fece sua un'altra classica la Parigi-Tours con un'azione solitaria e una tappa al Tour. L'ultimo successo da professionista, così come lo era stato il primo, sarà ancora al Tour de France l'anno successivo.

## Palmarès
- 1910 (amatori)

Bruxelles-Parigi
- 1911 (amatori)

Paris-Calais
5ª tappa Huit jours d'Alcyon
6ª tappa Huit jours d'Alcyon
- 1912

10ª tappa Tour de France
- 1913

Bordeaux-Parigi
- 1914

2ª tappa Giro del Belgio
3ª tappa Giro del Belgio
5ª tappa Giro del Belgio
7ª tappa Giro del Belgio
Classifica generale Giro del Belgio
Parigi-Bruxelles
- 1920

1ª tappa Tour de France
2ª tappa Giro del Belgio
5ª tappa Giro del Belgio
Classifica generale Giro del Belgio
Critérium de la résistance
- 1921

Liegi-Bastogne-Liegi
Paris-Brest-Paris
1ª tappa Tour de France
4ª tappa Tour de France
5ª tappa Tour de France
7ª tappa Tour de France
- 1922

Liegi-Bastogne-Liegi
- 1924

Parigi-Tours
8ª tappa Tour de France
- 1925

3ª tappa Tour de France

### Altri successi
- 1921

Marche-en-Famenne (Criterium)
- 1922

Circuit vallée de la Meuse (Criterium)
Grand Prix Sellier - Gembloux (Criterium)

## Piazzamenti

### Grandi Giri
- Tour de France

1912: ritirato (11ª tappa)
1913: ritirato (7ª tappa)
1914: ritirato (9ª tappa)
1919: ritirato (4ª tappa)
1920: ritirato
1921: 11º
1923: 28º
1924: 18º
1925: 31º

### Classiche monumento
- Milano-Sanremo

1913: 2º
1924: 29º
- Giro delle Fiandre

1920: 5º
1921: 5º
1922: 25º
1923: 14º
- Parigi-Roubaix

1913: 4º
1914: 3º
1922: 11º
1923: 23º
- Liegi-Bastogne-Liegi

1911: 13º
1912: 6º
1921: vincitore
1922: vincitore